# Brian Shaw
Brian Shaw (ur. 26 lutego 1982, Fort Lupton, stan Kolorado) – amerykański strongman.
Obecnie najlepszy amerykański siłacz. Jeden z najlepszych światowych siłaczy. Wicemistrz Ameryki Północnej Strongman 2007. Mistrz Świata Strongman 2011 i 2013, 2015, 2016.

## Życiorys
Pierwszym sportem, który uprawiał Brian Shaw, była koszykówka w Black Hills State University. W 2004 rozpoczął treningi siłowe. Zadebiutował na zawodach siłaczy w październiku 2005.
Zdobył tytuł Mistrza Super Serii za rok 2009.
W drugiej połowie 2009 zaczął zagrażać dominującemu amerykańskiemu zawodnikowi Derekowi Poundstone'owi i w 2011 "zdetronizował" go jako najlepszy amerykański siłacz.

### Arnold Strongman Classic
Wziął udział dwukrotnie w elitarnych zawodach siłaczy Arnold Strongman Classic, w latach 2010 i 2011.
5 marca 2011 zdobył pierwsze miejsce w dziesiątej edycji zawodów, pokonując m.in. sześciokrotnego zwycięzcę tych zawodów Žydrūnasa Savickasa ( Litwa). Główna nagroda wyniosła $ 45 000.

### Mistrzostwa Świata Strongman
Wziął udział czterokrotnie w indywidualnych Mistrzostwach Świata Strongman, w latach 2008, 2009, 2010 i 2011.
Podczas debiutu na Mistrzostwach Świata Strongman 2008 nie udało mu się zakwalifikować do finału. Zajął wówczas trzecie miejsce w grupie, w rundach kwalifikacyjnych (do finału awansowało dwóch najlepszych zawodników).
Na drugich swoich mistrzostwach w 2009 roku zajął trzecie miejsce.
W finale Mistrzostw Świata Strongman 2010 uzyskał tę samą ilości punktów (51,5 pkt.) co Žydrūnas Savickas, jednak zajął drugie miejsce, z uwagi na zdobycie niższych lokat w konkurencjach finałowych.
Na Mistrzostwach Świata Strongman 2011 wygrał kwalifikacje w swojej grupie, a w finale zajął 1. miejsce pokonując ówczesnego mistrza Žydrūnasa Savickasa i trzeciego Terry'ego Hollandsa. Jest to jego pierwszy tytuł mistrzowski.
Klasyfikacja w indywidualnych Mistrzostwach Świata Strongman:
| Rok     | 2008         | 2009 | 2010 | 2011 |
| ------- | ------------ | ---- | ---- | ---- |
| Pozycja | poza finałem |      |      |      |

Obecnie jest jednym z najwyższych i najcięższych siłaczy.
Mieszka w miasteczku Fort Lupton, na północy stanu Kolorado.
Wymiary:
- wzrost 203 cm
- waga 210 kg (wcześniej 164 – 173 kg)

Rekordy życiowe:
- przysiad 363 kg
- wyciskanie 301 kg
- martwy ciąg 499,2 kg[9]

## Osiągnięcia strongman
- 2007
  - 6. miejsce – Mistrzostwa USA Strongman 2007
  - 9. miejsce – Super Seria 2007: Venice Beach
  - 2. miejsce – Drużynowe Mistrzostwa Świata Strongman 2007
  - 2. miejsce – Mistrzostwa Ameryki Północnej Strongman 2007
  - 6. miejsce – WSF Puchar Świata 2007: Chanty-Mansyjsk
- 2008
  - 7. miejsce – Super Seria 2008: Mohegan Sun
  - 2. miejsce – All-American Strongman Challenge 2008
  - 4. miejsce – Super Seria 2008: Nowy Jork
- 2009
  - 1. miejsce – All-American Strongman Challenge 2009
  - 3. miejsce – Giganci Na Żywo 2009: Mohegun Sun
  - 3. miejsce – Fortissimus 2009
  - 4. miejsce – Super Seria 2009: Bukareszt
  - 3. miejsce – Mistrzostwa Świata Strongman 2009, Malta
  - 1. miejsce – Super Seria 2009: Venice Beach
  - 1. miejsce – Super Seria 2009: Göteborg
- 2010
  - 5. miejsce – Arnold Strongman Classic 2010, USA
  - 1. miejsce – Giganci Na Żywo 2010: Johannesburg
  - 2. miejsce – Mistrzostwa Świata Strongman 2010, RPA
- 2011
  - 1. miejsce – Arnold Strongman Classic 2011, USA
  - 1. miejsce – Mistrzostwa Świata Strongman 2011, USA
- 2012
  - 4. miejsce – Mistrzostwa Świata Strongman 2012, USA
- 2013
  - 1. miejsce – Mistrzostwa Świata Strongman 2013, Chiny